# Apricosiren
Apricosiren ensomi
Genre
Espèce
Apricosiren est un genre fossile de salamandres. Il n'est représenté que par son espèce type, Apricosiren ensomi, et, en 2022, ce genre est resté monotypique.

## Systématique
Le genre Apricosiren et l'espèce Apricosiren ensomi ont été décrits en 2002 par Susan E. Evans (d) et Gerard J. McGowan.

## Présentation
Aprocosiren est connu à travers la formation de Lulworth (d) datant du Berriasien dans le Sud de l'Angleterre,,

## Publication originale
- (en) Susan E. Evans et Gerard J. McGowan, « An amphibian assemblage from the Purbeck Limestone Group », Special Papers in Palaeontology, vol. 68,‎ 2002, p. 103-119.